# خانه حاج ابراهیم مستغنی
خانه حاج ابراهیم مستغنی مربوط به دوره پهلوی اول است و در شیراز، خیابان لطفعلی خان زند، کوچه ۷۳ واقع شده‌است. این اثر در تاریخ ۸ مرداد ۱۳۸۱ با شمارهٔ ثبت ۶۰۶۵ به‌عنوان یکی از آثار ملی ایران به ثبت رسیده است.